# Площадь Маяковского (Новокузнецк)
Пло́щадь Маяко́вского (до 1957 года — Предмо́стная) — городская площадь в Центральном районе Новокузнецка. Находится на пересечении улицы Орджоникидзе и проспекта Металлургов и является одним из узнаваемых символов города.

## История
Исторически на месте будущей площади находилось болотистая местность, позднее здесь появилось множество землянок, в которых жили первостроители города и металлургического комбината. Площадь была заложена в 1955 году и до 1957 года площадь называлась Предмостной, поскольку находится в непосредственной близости от моста через реку Аба, проложенного по проспекту Молотова. Решением городского совета Новокузнецка от 19 февраля 1957 года площадь была переименована в честь В. В. Маяковского, никогда не бывавшего в Новокузнецке, но посвятившего ему знаменитое стихотворение «Рассказ Хренова о Кузнецкстрое и о людях Кузнецка».
С момента образования площади в её центре находится большая круглая клумба. В первые годы в центре клумбы в начале 1950-х годов располагался памятник безымянному архитектору — строителю города, не сохранившийся до наших дней. Зимой на клумбе устанавливалась новогодняя ёлка.
1 ноября 1967 года на площади был установлен чугунный полноростовой монумент В. В. Маяковского работы скульптора Б. А. Пленкина. По проектам архитекторов Доната Фёдоровича Горного, Николая Александровича Бровкина, Виталия Николаевича Савченко и Павла Ивановича Отурина в 1950-х — 1960-х годах были построены здания, сформировавшие ансамбль площади: 280-квартирный жилой дом по адресу пр. Металлургов, 39, ставший крупнейшим в Кузбассе и выходящий восточным фасадом на площадь, здание Горсовета (ныне — здание администрации Центрального района Новокузнецка, дом № 44). Во время строительства жилого дома на пр. Металлургов, 39 трамвайные пути, проложенные по площади, и мост через Абу были перенесены восточнее. На площади появилась трамвайная развязка. В 1967 был открыт кинотеатр «Октябрь», завершивший формирование площади. В 1978 году памятник Маяковскому сместили от центра площади в сторону улицы Орджоникидзе и установили подиум, увеличивший общую высоту монумента.
В 1979 по проспекту Металлургов через площадь прошла троллейбусная линия.

## Галерея

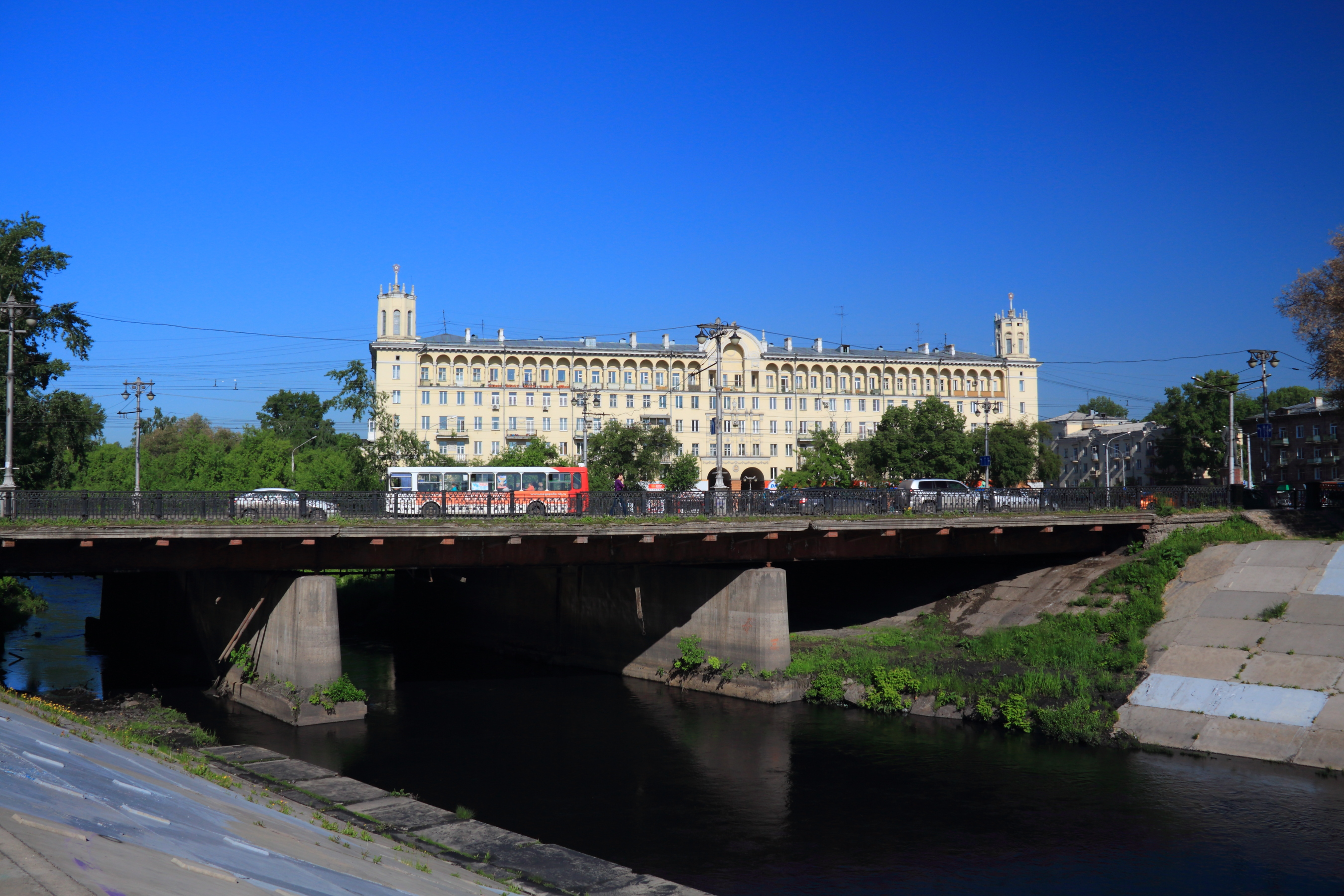
Вид на Абу и 280-квартирный жилой дом (пр. Металлургов, 39)
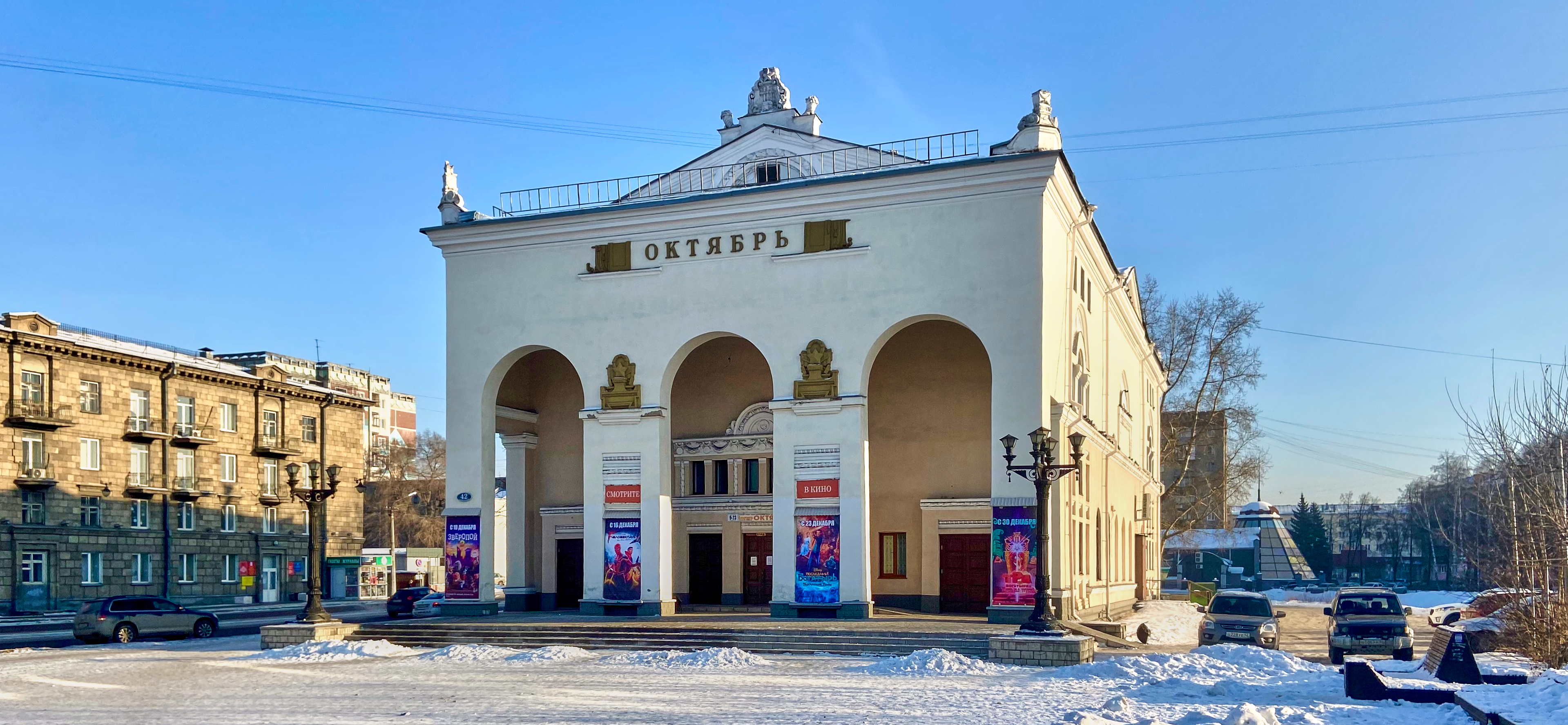
Кинотеатр «Октябрь»